# Stanisław Sosabowski
Stanisław Sosabowski (Stanisławów, 8 maggio 1892 – Hillingdon, 25 settembre 1967) è stato un generale polacco.
Fu ufficiale durante la seconda guerra mondiale, dove prese parte alla difesa della Polonia nel 1939, e al comando della 1ª brigata paracadutisti indipendente polacca durante la battaglia di Arnhem, nell'ambito della sfortunata Operazione Market Garden.

## Storia

### Primi anni
Stanisław Sosabowski nacque l'8 maggio 1892, a Stanisławów, nel 1910 fu ammesso come studente della facoltà di Economia dell'Università di Cracovia. Tuttavia, la morte del padre e la situazione economica non facile della sua famiglia lo costrinse ad abbandonare gli studi e tornare a Stanisławów. Lì divenne membro del Drużyny Strzelecki, un'organizzazione nazionale semi-clandestina scout, dove fu presto promosso a capo di tutti i gruppi scout polacchi della zona.

### Prima guerra mondiale
Nel 1913, Sosabowski fu arruolato nell'esercito austro-ungarico, e promosso caporale al servizio del 58º Reggimento di Fanteria, con lo scoppio del conflitto combatté con la sua unità nel fronte orientale contro l'esercito russo nelle battaglie Rzeszów, Dukla Pass e Gorlice. Promosso tenente, nel 1915, fu gravemente ferito in azione e ritirato dal fronte.
Nel novembre del 1918, dopo la riconquista dell'indipendenza della Polonia dalla Russia, a Sosabowski, volontario nel neonato Esercito polacco, venne rifiutato l'impiego in prima linea, a causa delle ferite di guerra, venendo invece impiegato quale ufficiale di stato maggiore presso il Ministero degli affari di guerra a Varsavia.

### Periodo tra le due guerre
Dopo la guerra sovietico-polacca, Sosabowski nel 1922 fu promosso maggiore e iniziò gli studi presso la Scuola Superiore Militare di Varsavia. Fu promosso tenente colonnello nel 1928 è fu assegnato ad una unità di prima linea, il 75º Reggimento di Fanteria, come comandante di un battaglione. L'anno successivo fu assegnato al 3º Reggimento Fucilieri Podhale come vice-comandante.
Nel 1937 fu promosso colonnello e divenne il comandante del 9º reggimento di fanteria polacca di stanza a Zamość. Nel gennaio 1939 divenne il comandante del prestigioso 21º Reggimento di Fanteria "Children of Warsaw".

### Seconda guerra mondiale
In accordo con i piani di mobilitazione polacchi, il reggimento di Sosabowski fu assegnato all'ottava divisione di fanteria sotto il colonnello Teodor Furgalski, e poco prima dell'invasione tedesca della Polonia la sua unità fu spostata dalla città di Varsavia alla zona di Ciechanów, come una riserva strategica dell'esercito.
Il 2 settembre la divisione fu spostata verso Mława e al mattino del giorno seguente fu subito impegnata in combattimento nella battaglia di Mława dove la maggior parte della divisione fu circondata, e Sosabowski ordinò alle sue truppe di ritirarsi verso Varsavia.
L'8 settembre Sosabowski raggiunse con il suo reggimento la fortezza di Modlin, dove venne ricostruita l'ottava divisione. Il 21º Reggimento polacco fu duramente attaccato e dopo diversi giorni di lotte difensive, il corpo del generale Juliusz Zulauf, ritirandosi, si trasferì a Varsavia, dove arrivò il 15 settembre.
Immediatamente dopo l'arrivo, a Sosabowski fu affidata una zona tra Grochów e Kamionek per difendere Varsavia, contro la 10ª divisione di fanteria tedesca. Durante l'assedio di Varsavia le forze di Sosabowski ressero l'urto, respingendo gli assalti iniziati il 16 settembre, e poi, con successo, respinsero l'unità nemica.
Successivamente Sosabowski fu assegnato al comando di tutte le truppe polacche combattimenti nella zona di Grochów. Il 26 settembre 1939, le truppe comandate da Sosabowski respinsero anche l'ultimo attacco tedesco, infliggendo gravi perdite, ma il giorno dopo Varsavia capitolò. Il 29 settembre prima di essere preso come prigioniero di guerra, il generale Juliusz Rómmel assegnò al Col. Sosabowski e all'intero 21º Reggimento di Fanteria l'Ordine Virtuti militari.
Sosabowski fu internato in un campo vicino a Żyrardów. Tuttavia riuscì a fuggire e tornò a Varsavia, sotto falso nome, dove si unì alla resistenza polacca. Gli fu quindi ordinato di lasciare la Polonia e raggiunge la Francia, con importanti relazioni sulla situazione della Polonia occupata. Arrivò a Parigi, dove il governo polacco in esilio gli assegnò la 4ª divisione di fanteria.

Nell'aprile del 1940 la divisione fu trasferita in un campo di addestramento a Parthenay, ma il basso livello dei soldati e la riluttanza dei francesi ad armare una divisione inesperta e mal preparata, fece sì che le armi gli vennero consegnate molto in ritardo e in numero insufficiente, su oltre 11.000 soldati ricevettero le armi solo in 3,150. Il 19 giugno 1940, con circa 6000 uomini, Sosabowski arrivò presso La Pallice, dove vennero evacuati in Gran Bretagna.

#### Gran Bretagna
Al suo arrivo a Londra, Sosabowski fu assegnato alla 4ª Brigata fucilieri, che doveva diventare il nucleo della futura 4ª divisione di fanteria. L'unità doveva essere composta principalmente da polacco-canadesi, ma ben presto divenne evidente che non c'erano abbastanza giovani per creare una divisione composta unicamente da loro.
Fu quindi deciso di trasformare la brigata in una brigata di paracadutisti, la prima nell'esercito polacco.

Nell'ottobre del 1942 la brigata era ormai pronta per il combattimento, e fu nominata 1° Independent Parachute Brigade, e poiché la brigata fu pensata da usare nell'aiuto alla rivolta nazionale polacca, i suoi soldati dovevano essere i primi polacchi a raggiungere la loro patria. Da qui il motto non ufficiale del gruppo: najkrótszą Droga (La via più breve).

#### Rivolta di Varsavia
Ai primi di agosto del 1944, la notizia della rivolta di Varsavia arrivò in Gran Bretagna. La brigata era pronta per essere lanciata a Varsavia in favore dei loro colleghi dell'esercito clandestino, che stavano combattendo una disperata battaglia contro forze tedesche.
Tuttavia, la distanza era un ostacolo troppo grande per i velivoli da trasporto del tempo, e l'accesso ai campi di aviazione sovietici fu negato. I piani di un lancio a Varsavia furono abbandonati, e le truppe polacche subirono un brutto calo del morale che sfiorò l'ammutinamento, gli inglesi minacciarono di dismettere l'unità ma Sosabowski, nonostante la perdita del figlio Stanisław "Stasinek" Sosabowski, medico e membro del Kedyw, durante la rivolta, ebbe la fermezza di riunire moralmente l'unità e rimetterla in condizione di combattere.

#### Battaglia di Arnhem
La 1ª brigata paracadutista polacca, fu poi selezionata per fare parte delle forze alleate durante l'Operazione Market-Garden, l'unità fu paracadutata nei dintorni di Driel il 19 settembre 1944, e tre giorni dopo arrivò a Grave, il suo obiettivo, presidiata dai tedeschi.
Nella battaglia la brigata sofferse gravi perdite, soprattutto nel battaglione artiglieria paracadutista che venne lanciata sulle zone di atterraggio della 1ª Divisione Aviotrasportata britannica mentre erano in corso violentissimi combattimenti; molti polacchi vennero presi prigionieri. Altre perdite subì il resto della brigata dopo il suo lancio sulla riva sud del Reno nella stessa operazione, nel tentativo di appoggiare i paracadutisti britannici trincerati nel perimetro di Oosterbeek. I polacchi si lanciarono solo dopo che Sosabowski minacciò di annullare il lancio dicendo che se non gli fosse "stata comunicata la situazione esatta intorno ad Arnhem, la brigata polacca non sarebbe partita. Infine Sosabowski venne usato come capro espiatorio da Montgomery per nascondere le proprie responsabilità nel fallimento dell'operazione.

### Dopoguerra
Poco dopo la guerra Sosabowski riuscì a portare il suo unico figlio e la moglie in Polonia, ma nel settembre 1946 le autorità sovietiche del neonato blocco sovietico, privarono il maggiore della cittadinanza polacca. Stanisław Sosabowski non ebbe altra scelta che vivere in esilio, e si stabilì a Londra, dove trovò lavoro come operaio in una fabbrica di componenti elettrici. Morì a Londra il 25 settembre 1967, e solo allora molti dei suoi conoscenti conobbero le sue imprese e doti militari. Poi, nel 1969 le sue spoglie furono traslate nel cimitero militare di Powązki a Varsavia.
A L'Aia, il 31 maggio 2006, la Regina Beatrice insignì dell'Ordine Militare di Guglielmo la 1ª Brigata indipendente polacca, e il suo comandante, il compianto maggiore generale Stanislaw Sosabowski, fu insignito del Leone di Bronzo postumo.

Il giorno dopo, il 1º giugno, si tenne a Driel, una cerimonia, proprio là dove i paracadutisti polacchi avevano combattuto.